# غسان الأشقر
غسان أسد الأشقر هو سياسي لبناني وعضو في الحزب السوري القومي الاجتماعي في لبنان. وهو شقيق نضال الأشقر.